# Défi du Dragon
Défi du Dragon in Jardin d’Acclimatation (Paris, Île-de-France, Frankreich) ist eine Stahlachterbahn vom Modell Family Coaster des Herstellers Gerstlauer Amusement Rides, die am 22. März 2025 eröffnet wurde. Sie befindet sich an der Stelle, an der sich bis 2023 die Familienachterbahn Dragon Chinois befand.

## Fahrt und Besonderheit
Der Zug wird per Reibradabschuss aus der Station heraus beschleunigt und erreicht eine Höchstgeschwindigkeit von 50 km/h. Nach einigen Kurven und Umschwünge erreicht der Zug eine Bremse kurz vor der Wiedereinfahrt zur Station und wird dort komplett angehalten. Diese Bremse befindet sich auf einer Drehplattform. Diese Drehplattform dreht sich zufällig entweder nach links oder nach rechts und verbindet einen weiteren Schienenkreis. Hier wird der Zug zufällig vorwärts oder rückwärts beschleunigt und durchfährt einen weiteren Schienenabschnitt, bevor der Zug auf derselben Drehplattform wieder zum Halt kommt. Die Drehplattform dreht sich nun wieder auf die ursprünglich Position, der Zug fährt in die Station und die Fahrt ist vorbei. Auf Grund dieser Zufälligkeiten bei Drehrichtung und Beschleunigungsrichtung gibt es somit vier verschiedene Varianten, wie die Fahrt ablaufen kann. Die gesamte Schienenlänge beträgt hierbei 350 m, wobei die tatsächlich zurückgelegte Strecke höher ist auf Grund der mehrfachen Beschleunigung im zweiten Streckenabschnitt.

## Züge
Défi du Dragon besitzt zwei Züge mit jeweils acht Wagen. In jedem Wagen können zwei Personen in einer Reihe Platz nehmen.